# Juventus Football Club 1982-1983
Questa voce raccoglie le informazioni riguardanti la Juventus Football Club nelle competizioni ufficiali della stagione 1982-1983.

## Stagione
(Marino Bartoletti, 29 giugno 1983)

Da sinistra: i due nuovi stranieri della Juventus per l'annata, il francese Michel Platini – capocannoniere della Serie A 1982-1983 – e il polacco Zbigniew Boniek.

L'annata 1982-1983 fu contraddistinta dall'esordio in bianconero di due nuovi stranieri, la mezzapunta polacca Zbigniew Boniek e il fantasista francese Michel Platini, i quali arricchirono una rosa che si presentava ai nastri di partenza con ben sei campioni del mondo (Zoff, Gentile, Cabrini, Scirea, Tardelli e Rossi), sufficientemente attrezzata per cercare la vittoria in tutte le competizioni. Al termine del campionato di Serie A la Juventus si piazzò al secondo posto dietro la Roma, staccata di quattro lunghezze, con Platini il quale, nonostante un impatto difficile con il calcio italiano, alla fine vinse la classifica dei capocannonieri con 16 reti.
La squadra raggiunse la sua seconda finale di Coppa dei Campioni, contro i tedeschi d'Occidente dell'Amburgo: a dispetto dei pronostici che davano per favorita la Vecchia Signora – che oltre a vantare nelle proprie file il capocannoniere dell'edizione (prima volta assoluta per un bianconero), un Paolo Rossi peraltro insignito del Pallone d'oro 1982, nel corso del suo cammino aveva anche estromesso i detentori del trofeo, gli inglesi dell'Aston Villa –, venne battuta ad Atene con il risultato di 0-1 con un gol di Felix Magath.
La stagione si chiuse quindi in maniera agrodolce per la Juventus, che un mese dopo la sconfitta europea sollevò per la settima volta nella sua storia la Coppa Italia, vinta battendo nella doppia finale il Verona: nella gara di andata al Bentegodi gli scaligeri si aggiudicarono l'incontro per 2-0, tuttavia al ritorno al Comunale la Juventus riuscì a ribaltare il risultato vincendo 3-0 ai tempi supplementari con gol di Rossi e doppietta di Platini, con la decisiva rete del francese arrivata allo scadere dell'overtime. A corollario, tra giugno e luglio i torinesi ottennero un prestigioso successo nella Coppa Super Clubs.
Tale annata costituì l'ultima esibizione in campo con i colori bianconeri del portiere Dino Zoff e dell'attaccante Roberto Bettega: il primo si ritirò dall'attività agonistica al termine della stessa, mentre il secondo aveva già lasciato la squadra dopo la finale di Atene per andare a concludere la propria carriera in Canada.

## Divise e sponsor
Il fornitore tecnico per la stagione 1982-1983 fu Kappa, mentre lo sponsor ufficiale fu Ariston.
La prima divisa bianconera ricalcò quella portata al debutto della stagione precedente, segnalandosi nella versione utilizzata in campionato unicamente per l'invenzione della «scatolina» sul lato sinistro del petto, abbinata allo scudetto: una soluzione atta a contenere le due stelle dopo la sopravvenuta conquista, pochi mesi prima, del ventesimo titolo italiano. Al contrario nelle coppe, la Juventus impiegò una differente versione della maglia, talvolta priva della suddetta «scatolina», e soprattutto caratterizzata dal palo centrale nero anziché bianco, nonché dal maggiore spazio riservato allo sponsor; in occasione di alcune trasferte continentali, tuttavia, a causa dei diversi regolamenti la squadra torinese dovette sfoggiare casacche prive del marchio Ariston.
| Casa | Casa (Coppa Campioni) | Trasferta |  | Trasferta (aprile 1983) |

Anche la divisa di cortesia ripropose il modello utilizzato nelle più recenti stagioni, ovvero blu con bordini bianconeri; tuttavia, nella sola trasferta polacca del 20 aprile 1983 contro il Widzew Łódź e valevole come retour match della semifinale di Coppa dei Campioni, la Juventus scese in campo – per motivi rimasti ignoti – con un'inedita casacca celeste, rimasta un unicum nella storia bianconera.
| 1ª portiere | 2ª portiere |

## Organigramma societario
Area direttiva
- Presidente: Giampiero Boniperti
- General Manager: Pietro Giuliano
- Segretario: Sergio Secco

Area tecnica
- Direttore sportivo: Francesco Morini
- Allenatore: Giovanni Trapattoni
- Allenatore in seconda: Romolo Bizzotto
- Allenatore Primavera: Francesco Grosso

Area sanitaria
- Medico sociale: Francesco La Neve
- Massaggiatori: Luciano De Maria e Valerio Remino

## Rosa
| N. |                       | Ruolo | Calciatore       |
| -- | --------------------- | ----- | ---------------- |
|    | Italia (bandiera)     | P     | Luciano Bodini   |
|    | Italia (bandiera)     | P     | Dino Zoff        |
|    | Italia (bandiera)     | P     | Giulio Drago     |
|    | Italia (bandiera)     | D     | Sergio Brio      |
|    | Italia (bandiera)     | D     | Antonio Cabrini  |
|    | Italia (bandiera)     | D     | Claudio Gentile  |
|    | Italia (bandiera)     | D     | Carlo Osti       |
|    | Italia (bandiera)     | D     | Massimo Storgato |
|    | Italia (bandiera)     | D     | Gaetano Scirea   |
|    | San Marino (bandiera) | C     | Massimo Bonini   |

| N. |                    | Ruolo | Calciatore                 |
| -- | ------------------ | ----- | -------------------------- |
|    | Italia (bandiera)  | C     | Giuseppe Furino (capitano) |
|    | Italia (bandiera)  | C     | Giovanni Koetting          |
|    | Italia (bandiera)  | C     | Domenico Marocchino        |
|    | Italia (bandiera)  | C     | Cesare Prandelli           |
|    | Italia (bandiera)  | C     | Marco Tardelli             |
|    | Italia (bandiera)  | A     | Roberto Bettega            |
|    | Polonia (bandiera) | A     | Zbigniew Boniek            |
|    | Italia (bandiera)  | A     | Giuseppe Galderisi         |
|    | Italia (bandiera)  | A     | Paolo Rossi                |
|    | Francia (bandiera) | A     | Michel Platini             |

## Calciomercato

### Sessione estiva
| Acquisti | Acquisti          | Acquisti      | Acquisti      |
| R.       | Nome              | da            | Modalità      |
| -------- | ----------------- | ------------- | ------------- |
| D        | Massimo Storgato  | Cesena        | fine prestito |
| C        | Zbigniew Boniek   | Widzew Łódź   | definitivo    |
| C        | Giovanni Koetting | SPAL          | fine prestito |
| C        | Michel Platini    | Saint-Étienne | definitivo    |

| Cessioni | Cessioni            | Cessioni  | Cessioni   |
| R.       | Nome                | a         | Modalità   |
| -------- | ------------------- | --------- | ---------- |
| C        | Liam Brady          | Sampdoria | definitivo |
| C        | Pierino Fanna       | Verona    | definitivo |
| C        | Roberto Tavola      | Lazio     | prestito   |
| A        | Pietro Paolo Virdis | Udinese   | definitivo |

### Sessione autunnale
| Cessioni | Cessioni   | Cessioni | Cessioni                          |
| R.       | Nome       | a        | Modalità                          |
| -------- | ---------- | -------- | --------------------------------- |
| D        | Carlo Osti | Avellino | compartecipazione (400 milioni ₤) |

### Operazioni esterne alle sessioni
| Cessioni | Cessioni        | Cessioni         | Cessioni |
| R.       | Nome            | a                | Modalità |
| -------- | --------------- | ---------------- | -------- |
| A        | Roberto Bettega | Toronto Blizzard | [ 11 ]   |

## Risultati

### Serie A

#### Girone di andata
| Arbitro: | Mattei (Macerata) |

|             |           |  |
| Ferroni 67’ | Marcatori |  |

| Arbitro: | Benedetti (Roma) |

|                         |           |  |
| Bettega 47’ Platini 62’ | Marcatori |  |

| Arbitro: | Casarin (Milano) |

|                        |           |           |
| Fanna 63’ Tricella 89’ | Marcatori | 90’ Rossi |

| Arbitro: | Longhi (Roma) |

|                           |           |  |
| Rossi 17’ Boniek 45’, 51’ | Marcatori |  |

| Arbitro: | Menegali (Roma) |

|  |           |          |
|  | Marcatori | 54’ Brio |

| Udine 17 ottobre 1982, ore 14:30 CET 6ª giornata | Udinese           | 0 – 0 referto | Juventus | Stadio Friuli\| Arbitro: \| Bergamo (Livorno) \| |
| Arbitro:                                         | Bergamo (Livorno) |               |          |                                                  |

| Arbitro: | D'Elia (Salerno) |

|                        |           |             |
| Platini 49’ Scirea 56’ | Marcatori | 5’ Chierico |

| Arbitro: | Lo Bello (Siracusa) |

|              |           |            |
| Di Somma 70’ | Marcatori | 56’ Scirea |

| Arbitro: | Paparesta (Bari) |

|                                          |           |                            |
| Platini 17’ Rossi 21’ (rig.) Bettega 38’ | Marcatori | 33’ Berggreen 61’ Ugolotti |

| Arbitro: | Casarin (Milano) |

|             |           |  |
| Platini 35’ | Marcatori |  |

| Arbitro: | Benedetti (Roma) |

|                    |           |  |
| Novellino 25’, 45’ | Marcatori |  |

| Arbitro: | Barbaresco (Cormons) |

|                                  |           |             |
| Marocchino 40’ Tardelli 48’, 60’ | Marcatori | 34’ Cuttone |

| Milano 19 dicembre 1982, ore 14:30 CET 13ª giornata | Inter         | 0 – 0 referto | Juventus | Stadio Giuseppe Meazza\| Arbitro: \| Longhi (Roma) \| |
| Arbitro:                                            | Longhi (Roma) |               |          |                                                       |

| Arbitro: | Menegali (Roma) |

|              |           |           |
| Tardelli 18’ | Marcatori | 57’ Piras |

| Arbitro: | Redini (Pisa) |

|                   |           |  |
| Scirea 37’ (aut.) | Marcatori |  |

#### Girone di ritorno
| Arbitro: | Bergamo (Livorno) |

|             |           |               |
| Bettega 85’ | Marcatori | 86’ Scanziani |

| Arbitro: | Mattei (Macerata) |

|                    |           |                      |
| Schachner 17’, 27’ | Marcatori | 29’ Brio 61’ Bettega |

| Torino 30 gennaio 1983, ore 14:30 CET 18ª giornata | Juventus            | 0 – 0 referto | Verona | Stadio Comunale\| Arbitro: \| Lo Bello (Siracusa) \| |
| Arbitro:                                           | Lo Bello (Siracusa) |               |        |                                                      |

| Napoli 6 febbraio 1983, ore 15:00 CET 19ª giornata | Napoli            | 0 – 0 referto | Juventus | Stadio San Paolo\| Arbitro: \| Bergamo (Livorno) \| |
| Arbitro:                                           | Bergamo (Livorno) |               |          |                                                     |

| Arbitro: | D'Elia (Salerno) |

|                                             |           |  |
| Bettega 19’ Ferroni 39’ (aut.) P. Rossi 74’ | Marcatori |  |

| Arbitro: | Pieri (Genova) |

|                                         |           |  |
| Platini 9’, 63’ Boniek 80’ Tardelli 87’ | Marcatori |  |

| Arbitro: | Barbaresco (Cormons) |

|            |           |                      |
| Falcão 62’ | Marcatori | 83’ Platini 86’ Brio |

| Arbitro: | Ballerini (La Spezia) |

|                                        |           |             |
| Scirea 13’ Boniek 64’ Platini 70’, 87’ | Marcatori | 66’ Vignola |

| Pisa 20 marzo 1983, ore 15:00 CET 24ª giornata | Pisa             | 0 – 0 referto | Juventus | Arena Garibaldi\| Arbitro: \| D'Elia (Salerno) \| |
| Arbitro:                                       | D'Elia (Salerno) |               |          |                                                   |

| Arbitro: | Lo Bello (Siracusa) |

|                                     |           |                          |
| Dossena 71’ Bonesso 72’ Torrisi 74’ | Marcatori | 15’ P. Rossi 65’ Platini |

| Arbitro: | Ballerini (La Spezia) |

|                                                           |           |  |
| Bettega 7’ Rossi 26’ (rig.), 68’ Tardelli 34’ Platini 72’ | Marcatori |  |

| Arbitro: | Redini (Pisa) |

|                 |           |                         |
| De Agostini 30’ | Marcatori | 42’ (rig.), 66’ Platini |

| Arbitro: | Barbaresco (Cormons) |

|                              |           |                                     |
| Platini 45’, 70’ Bettega 78’ | Marcatori | 27’ Altobelli 37’ Oriali 54’ Müller |

| Arbitro: | Bergamo (Livorno) |

|           |           |                        |
| Piras 42’ | Marcatori | 54’ Boniek 68’ Platini |

| Arbitro: | Facchin (Udine) |

|                                                     |           |                           |
| Ca. Gentile 27’ (aut.) Platini 30’, 56’ Cabrini 86’ | Marcatori | 8’ Benedetti 64’ Briaschi |

### Coppa Italia

#### Fase a gironi
| Arbitro: | Redini (Pisa) |

|                 |           |                |
| Mastropasqua 1’ | Marcatori | 52’ Marocchino |

| Arbitro: | Lanese (Messina) |

|                        |           |                   |
| Platini 7’ Bettega 61’ | Marcatori | 90’ (aut.) Scirea |

| Arbitro: | Menegali (Roma) |

|                                           |           |                                       |
| Briaschi 17’ Iachini 58’ (rig.) Russo 73’ | Marcatori | 15’ Platini 25’ Scirea 51’, 63’ Rossi |

| Arbitro: | Bergamo (Livorno) |

|                |           |            |
| Rossi 21’, 68’ | Marcatori | 72’ Jordan |

| Arbitro: | Paparesta (Bari) |

|             |           |            |
| Pezzato 80’ | Marcatori | 54’ Boniek |

#### Fase finale
| Arbitro: | Bianciardi (Siena) |

|                    |           |  |
| Platini 75’ (rig.) | Marcatori |  |

| Arbitro: | Lanese (Messina) |

|                |           |             |
| De Martino 21’ | Marcatori | 89’ Platini |

| Arbitro: | D'Elia (Salerno) |

|                                    |           |  |
| Cabrini 41’ Platini 70’ Boniek 88’ | Marcatori |  |

| Arbitro: | Lo Bello (Siracusa) |

|  |           |                         |
|  | Marcatori | 49’ Tardelli 53’ Boniek |

| Arbitro: | Menegali (Roma) |

|                               |           |          |
| Baresi 5’ (aut.) Galderisi 8’ | Marcatori | 63’ Bini |

| Milano 15 giugno 1983, ore 20:30 CEST Semifinale - Ritorno | Inter          | 0 – 0 referto | Juventus | Stadio Giuseppe Meazza (73 956 spett.)\| Arbitro: \| Pieri (Genova) \| |
| Arbitro:                                                   | Pieri (Genova) |               |          |                                                                        |

| Arbitro: | Lo Bello (Siracusa) |

|                       |           |  |
| Penzo 44’ Volpati 51’ | Marcatori |  |

| Arbitro: | Longhi (Roma) |

|                            |           |  |
| Rossi 7’ Platini 81’, 119’ | Marcatori |  |

### Coppa dei Campioni
| Arbitro: | Smith |

|            |           |                                            |
| Jensen 78’ | Marcatori | 44’ Platini 54’ Rossi 60’ Brio 74’ Cabrini |

| Arbitro: | Zhezhov |

|                                     |           |                              |
| Boniek 34’ Platini 65’ Tardelli 82’ | Marcatori | 79’, 83’ Petersen 86’ Hansen |

| Arbitro: | Vautrot |

|                     |           |             |
| Tahamata 66’ (rig.) | Marcatori | 6’ Tardelli |

| Arbitro: | Galler |

|                |           |  |
| Rossi 14’, 28’ | Marcatori |  |

| Arbitro: | Eschweiler |

|            |           |                     |
| Cowans 51’ | Marcatori | 1’ Rossi 83’ Boniek |

| Arbitro: | Keizer |

|                               |           |           |
| Platini 14’, 68’ Tardelli 27’ | Marcatori | 81’ Withe |

| Arbitro: | Ponnet |

|                         |           |  |
| Tardelli 8’ Bettega 59’ | Marcatori |  |

| Arbitro: | Corver |

|                 |           |                              |
| Surlit 54’, 79’ | Marcatori | 32’ Rossi 82’ (rig.) Platini |

| Arbitro: | Rainea |

|           |           |  |
| Magath 9’ | Marcatori |  |

## Statistiche

### Statistiche di squadra
| Competizione       | Punti | In casa | In casa | In casa | In casa | In casa | In casa | In trasferta | In trasferta | In trasferta | In trasferta | In trasferta | In trasferta | Totale | Totale | Totale | Totale | Totale | Totale | DR   |
| Competizione       | Punti | G       | V       | N       | P       | Gf      | Gs      | G            | V            | N            | P            | Gf           | Gs           | G      | V      | N      | P      | Gf     | Gs     | DR   |
| ------------------ | ----- | ------- | ------- | ------- | ------- | ------- | ------- | ------------ | ------------ | ------------ | ------------ | ------------ | ------------ | ------ | ------ | ------ | ------ | ------ | ------ | ---- |
| Serie A            | 39    | 15      | 11      | 3       | 1       | 36      | 11      | 15           | 4            | 6            | 5            | 13           | 15           | 30     | 15     | 9      | 6      | 49     | 26     | + 23 |
| Coppa Italia       | -     | 6       | 6       | 0       | 0       | 13      | 3       | 7            | 2            | 4            | 1            | 9            | 9            | 13     | 8      | 4      | 1      | 22     | 12     | + 10 |
| Coppa dei Campioni | -     | 4       | 3       | 1       | 0       | 10      | 4       | 5            | 2            | 2            | 1            | 9            | 6            | 9      | 5      | 3      | 1      | 19     | 10     | + 9  |
| Totale             | -     | 25      | 20      | 4       | 1       | 59      | 18      | 27           | 8            | 12           | 7            | 31           | 30           | 52     | 28     | 16     | 8      | 90     | 48     | + 42 |

### Statistiche dei giocatori
| Giocatore     | Serie A  | Serie A | Serie A     | Serie A    | Coppa Italia | Coppa Italia | Coppa Italia | Coppa Italia | Coppa dei Campioni | Coppa dei Campioni | Coppa dei Campioni | Coppa dei Campioni | Totale   | Totale | Totale      | Totale     |
| Giocatore     | Presenze | Reti    | Ammonizioni | Espulsioni | Presenze     | Reti         | Ammonizioni  | Espulsioni   | Presenze           | Reti               | Ammonizioni        | Espulsioni         | Presenze | Reti   | Ammonizioni | Espulsioni |
| ------------- | -------- | ------- | ----------- | ---------- | ------------ | ------------ | ------------ | ------------ | ------------------ | ------------------ | ------------------ | ------------------ | -------- | ------ | ----------- | ---------- |
| R. Bettega    | 27       | 6       | ?           | ?          | 7            | 1            | ?            | ?            | 6                  | 1                  | ?                  | ?                  | 40       | 8      | ?           | ?          |
| L. Bodini     | -        | -       | -           | -          | 7            | -3           | ?            | ?            | -                  | -                  | -                  | -                  | 7        | -3     | 0+          | 0+         |
| Z. Boniek     | 28       | 5       | ?           | ?          | 12           | 3            | ?            | ?            | 9                  | 2                  | ?                  | ?                  | 49       | 10     | ?           | ?          |
| M. Bonini     | 27       | 0       | ?           | ?          | 13           | 0            | ?            | ?            | 9                  | 0                  | ?                  | ?                  | 49       | 0      | ?           | ?          |
| S. Brio       | 24       | 3       | ?           | ?          | 13           | 0            | ?            | ?            | 8                  | 1                  | ?                  | ?                  | 45       | 4      | ?           | ?          |
| A. Cabrini    | 25       | 1       | ?           | ?          | 8            | 1            | ?            | ?            | 8                  | 1                  | ?                  | ?                  | 41       | 3      | ?           | ?          |
| G. Furino     | 21       | 0       | ?           | ?          | 10           | 0            | ?            | ?            | 5                  | 0                  | ?                  | ?                  | 36       | 0      | ?           | ?          |
| G. Galderisi  | 7        | 0       | ?           | ?          | 6            | 1            | ?            | ?            | 1                  | 0                  | ?                  | ?                  | 14       | 1      | ?           | ?          |
| C. Gentile    | 28       | 0       | ?           | ?          | 10           | 0            | ?            | ?            | 9                  | 0                  | ?                  | ?                  | 47       | 0      | ?           | ?          |
| G. Koetting   | 1        | 0       | ?           | ?          | 1            | 0            | ?            | ?            | -                  | -                  | -                  | -                  | 2        | 0      | 0+          | 0+         |
| D. Marocchino | 23       | 1       | ?           | ?          | 9            | 1            | ?            | ?            | 6                  | 0                  | ?                  | ?                  | 38       | 2      | ?           | ?          |
| C. Osti       | -        | -       | -           | -          | 5            | 0            | ?            | ?            | -                  | -                  | -                  | -                  | 5        | 0      | 0+          | 0+         |
| M. Platini    | 30       | 16      | ?           | ?          | 13           | 7            | ?            | ?            | 9                  | 5                  | ?                  | ?                  | 52       | 28     | ?           | ?          |
| C. Prandelli  | 15       | 0       | ?           | ?          | 9            | 0            | ?            | ?            | 3                  | 0                  | ?                  | ?                  | 27       | 0      | ?           | ?          |
| P. Rossi      | 23       | 7       | ?           | ?          | 11           | 5            | ?            | ?            | 9                  | 6                  | ?                  | ?                  | 43       | 18     | ?           | ?          |
| G. Scirea     | 30       | 3       | ?           | ?          | 12           | 1            | ?            | ?            | 9                  | 0                  | ?                  | ?                  | 51       | 4      | ?           | ?          |
| M. Storgato   | 6        | 0       | ?           | ?          | 6            | 0            | ?            | ?            | 1                  | 0                  | ?                  | ?                  | 13       | 0      | ?           | ?          |
| M. Tardelli   | 26       | 5       | ?           | ?          | 10           | 1            | ?            | ?            | 8                  | 2                  | ?                  | ?                  | 44       | 8      | ?           | ?          |
| D. Zoff       | 30       | -24     | ?           | ?          | 6            | -8           | ?            | ?            | 9                  | -10                | ?                  | ?                  | 45       | -42    | ?           | ?          |